# Aeroportul Internațional Phoenix Sky Harbor
Aeroportul Internațional Phoenix Sky Harbor (IATA: PHX, ICAO: KPHX, FAA LID: PHX) este un aeroport din Phoenix, Maricopa, Arizona, Statele Unite ale Americii ce deservește zona Phoenix. Aeroportul a fost tranzitat în 2023 de 48.872.974 de pasageri. A fost deschis în 1935 și numit după zona deservită.
Situat la o altitudine de 346 m, aeroportul dispune de 3 piste.

## Infrastructură

### Piste
Aeroportul dispune de 3 piste: 
- pista 07L/25R din beton, cu dimensiunile 10.300 picioare × 150 picioare
- pista 07R/25L din beton, cu dimensiunile 7.800 picioare × 150 picioare
- pista 08/26 din beton, cu dimensiunile 11.489 picioare × 150 picioare